# سنزیق
سنزیق یا سنجیق یکی از روستاهای استان آذربایجان شرقی است که در دهستان آغمیون بخش مرکزی شهرستان سرآب واقع شده‌است. این روستا در فاصله ۱۲ کیلومتری شهرستان سرآب قرار دارد.
در سال ۲۰۰۶ جمعیت روستای سنزیق ۷۱۹ نفر شامل ۱۶۳ خانوار بود. سنزیق از غرب با روستای اسبگران از شرق با شوره‌دل از شمال روستای طاران و کادیجان از جنوب با روستای حسنجان و ملایعقوب همسایه است. 
شمال روستای سنزیق به لحاظ دارا بودن خاک حاصلخیز و آب زیاد و با کیفیت خوب طرفداران زیادی را از شهرستان سرآب و حتی تهران به خود جذب کرده‌است که منجر به ساخت خانه‌باغ شده و قیمت بالایی نبست به سایر مناطق دارد. 
دریاچه کوچک و بزرگ سنزیق که در مرز این روستا با روستای عسگرآباد دارد تأمین‌کننده بخش بزرگی از آب کشاورزی این روستا و همچنین روستاهای همجوار است.
سنزیق در لبنیات و دامداری در شهرستان سرآب حرف اول را می‌زند و یکی از بزرگ‌ترین سدها را دارد و رودخانه آجی‌چای از سنزیق می‌گذرد و دامداری رونق زیادی دارد. در کشاورزی سیب زمینی و لوبیا و کدو و یونجه جو گندم و … آب هوای سنزیق اکثراً سرد و باد (مه) می‌وزد. جوانان سنزیق به علت نبود شغل مناسب و درآمد کم در روستا اکثراً به تهران مهاجرت می‌کند و هر سال تعدادی از مردم سنزیق به پایتخت کوچ می‌کنند و روز به روز جمعیت روستا کاهش می‌یابد.